# Marc Gagnon
Marc Gagnon (Chicoutimi, 24 marzo 1975) è un ex pattinatore di short track canadese.

## Palmarès

### Olimpiadi
- 5 medaglie:
  - 3 ori (5000 m staffetta a Nagano 1998; 500 m e 5000 m staffetta a Salt Lake City 2002)
  - 2 bronzi (1000 m a Lillehammer 1994; 1500 m a Salt Lake City 2002)

### Campionati mondiali di short track
- 29 medaglie:
  - 14 ori (generale e 1000 m a Pechino 1993; generale e 1000 m a Guildford 1994; 1000 m e 5000 m staffetta a Gjøvik 1995; generale e 1500 m a L'Aia;1996; 1500 m a Nagano 1997; generale, 1000 m, 1500 m e 5000 m staffetta a Vienna 1998; 1500 m a Jeonju 2001)
  - 10 argenti (500 m a Pechino 1993; 1500 m a Guildford 1994; generale a Gjøvik 1995; 1000 m, 3000 m e 5000 m staffetta a L'Aia;1996; generale e 5000 m staffetta a Nagano 1997; 3000 m e 5000 m staffetta a Jeonju 2001)
  - 5 bronzi (3000 m a Pechino 1993; 3000 m e 5000 m staffetta a Guildford 1994; 3000 m a Nagano 1997; generale a Jeonju 2001)

### Campionati mondiali di short track a squadre
- 6 medaglie:
  - 5 ori (Zoetermeer 1995, Lake Placid 1996, Bormio 1998, L'Aia 2000, Minamimaki 2001)
  - 1 argento (Cambridge 1994)